# Chrysochroa corbetti
Chrysochroa corbetti es una especie de escarabajo barrenador metálico del género Chrysochroa, categorizada en la tribu Chrysochroini, de la subfamilia Chrysochroinae. Fue descrita científicamente por Kerremans en 1893.

## Distribución geográfica
Habita en la región indomalaya.

## Tratamiento taxonómico
La especie aparece registrada y publicada en Additions aux Buprestides des Indes Orientales. Annales de la Société entomologique de Belgique 37:326- 357. (1893).